# Скваликоракс
Скваликоракс (лат. Squalicorax) — род вымерших акул мелового периода (113,0—66,0 млн лет назад) из полностью вымершего семейства Anacoracidae, входящего в современный отряд ламнообразных (Lamniformes). Ископаемые остатки известны из Великобритании, Франции, Швейцарии, Индии, Казахстана, Ливана, Узбекистана, Японии, Египта, США, Бразилии, Австралии. Нахождение зубов этих акул в кайнозойских отложениях связано с их перезахоронением, род не пережил мел-палеогенового вымирания.

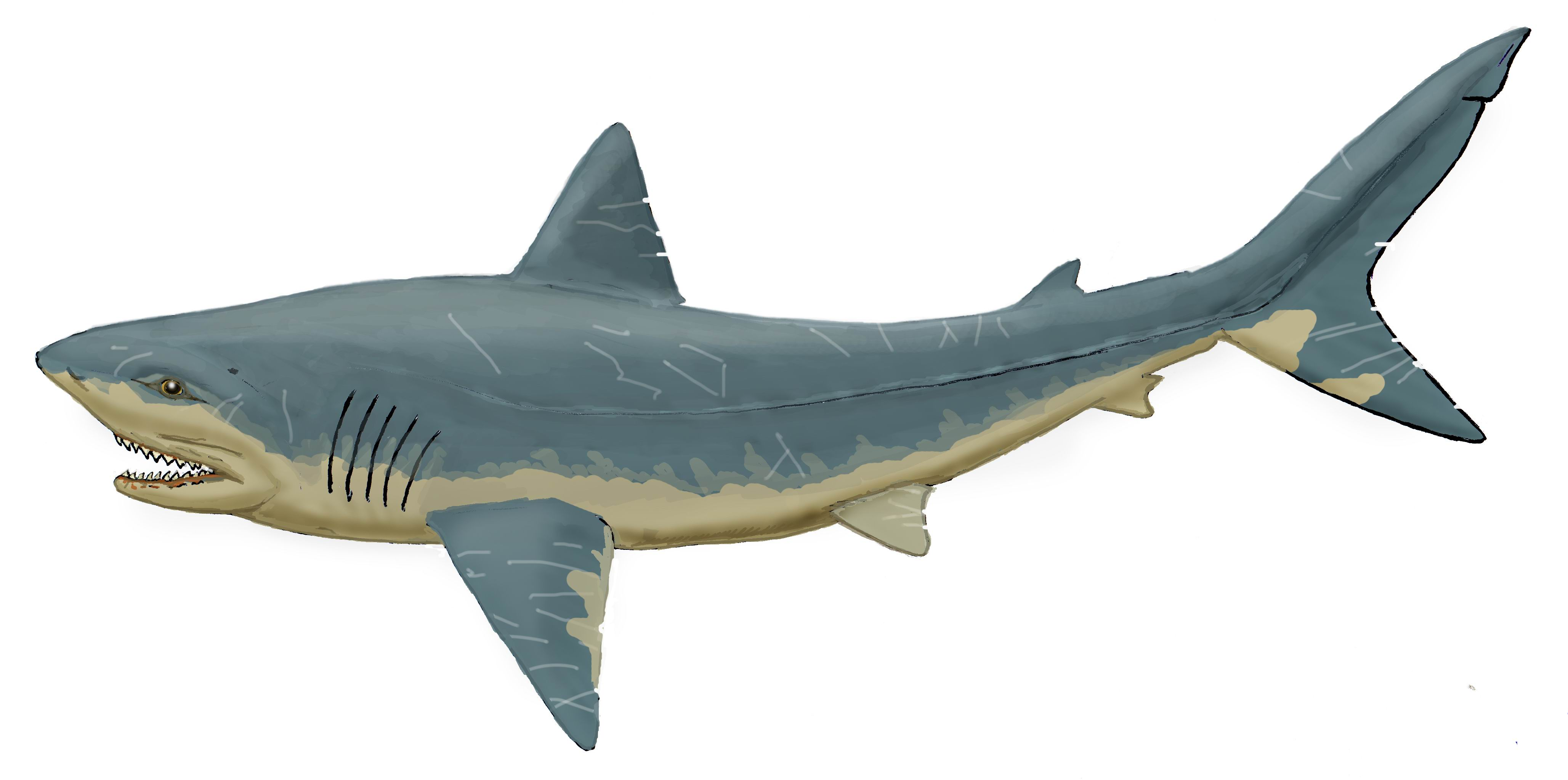
Squalicorax pristodontus

## Описание
Акулы средних размеров, до 5 метров длиной (обычно мельче — 2 метра). По очертаниям тела похожи на современных серых акул, но форма зубов разительно схожа с таковой тигровой акулы. Прибрежные хищники с относительно мелкими зазубренными зубами до 2,5—3 см высотой (единственные мезозойские представители ламнообразных с такими зубами). Зубы многочисленные, низкие, с загнутой коронкой.

## История изучения
Род выделен Уитли в 1939 году, но большинство видов были описаны ещё в первой половине XIX века. Известны преимущественно зубы.
Склонность этих акул к питанию падалью послужила причиной их обиходного названия — «вороньи акулы», родовое название также образовано от лат. corax — ворона.

## Классификация
По данным сайта Fossilworks, на январь 2019 года в род включают 9 вымерших видов:
- Squalicorax curvatus (Williston, 1900) [syn. Corax baharijensis Stromer, 1927, Corax curvatus Williston, 1900]
- Squalicorax dalinkevichiusi (Glikman & Shvazhaite, 1971) [syn. Eoanacorax dalinkevichiusi Glikman & Shvazhaite, 1971]
- Squalicorax falcatus (Agassiz, 1843) [syn. Corax falcatus Agassiz, 1843]
- Squalicorax kaupi (Agassiz, 1843) [syn. Corax kaupii Agassiz, 1843]
- Squalicorax primaevus (Dalinkevicius, 1935) [syn. Oxyrhina primaeva Dalinkevicius, 1935]
- Squalicorax primigenius Landemaine, 1991
- Squalicorax pristiodontus (Agassiz, 1843) [syn. Galeus pristiodontus Agassiz, 1843]
- Squalicorax pristodontus (Agassiz, 1843) [syn. Corax pristodontus Agassiz, 1843]
- Squalicorax volgensis Glikman, 1971 [syn. Pseudocorax primulus Müller & Diedrich, 1991]

### Отдельные виды
Самый древний вид рода — Squalicorax volgensis, описанный Л. Гликманом с соавторами в 1971 году из раннего мела Поволжья. Зубы этого вида практически не имели зазубрин.
Наиболее полно изучены американские виды, для которых описаны относительно полные скелеты:
- Squalicorax falcatus — некрупная акула, с широкой мордой и относительно мелкими зубами. Длина достигала почти 3 метров. Происходит из сеномана — раннего сантона (кампан). Полные скелеты известны из отложений Западного внутреннего моря мелового периода Канзаса, Южной Дакоты и Вайоминга. Зубы обнаружены также во Франции, Чехии, Канаде, Марокко. Учитывая небольшие зубы, этот вид считали охотником за мелкой добычей. Тем не менее, известны следы зубов этой акулы на костях морских рептилий — акула охотно питалась падалью. Форма тела и строение туловищных плакоидных чешуй указывают на способность к быстрому плаванию.
- Squalicorax kaupi — из позднего сантона — позднего маастрихта Северной Америки, Новой Зеландии, Японии, Африки, Европы, Казахстана, Иордании и других мест. Несколько крупнее предыдущего вида, который, вероятно, был его предком.
- Squalicorax pristodontus — самый крупный вид, более 3—4 метров длиной. Происходит из позднего маастрихта — раннего кампана всего мира (Северная Америка, Франция, Нидерланды, Египет, Марокко, Мадагаскар). Относительно полные остатки (позвонки и куски челюстей) обнаружены в морских отложениях Северной Америки. Самый поздний вид с самыми крупными зубами. Интересно, что зубы этого вида редко посажены и относительно очень крупные по сравнению с другими видами; его изучение показало отсутствие точной корреляции между размером зубов и длиной тела у этого рода акул. Площадь прикрепления челюстных мышц больше, чем у тигровой акулы (очень сильный укус). Известны очень крупные позвонки, отнесённые к этому виду: длина их владельца могла быть до 4,8 метра. Вид мог питаться относительно крупной добычей, а также падалью.

## В культуре
Скваликоракс появляется в фильме «Морские чудовища — доисторическое приключение» 2008 года.